# Ramsay (cràter)
Ramsay és un cràter d'impacte situat a la cara oculta de la Lluna, al sud-sud-oest del cràter més gran Jules Verne, i gairebé en contacte amb el cràter satèl·lit Jules Verne P en la vora exterior nord. Al sud-est de Ramsay es troba el cràter Koch, i a l'oest-sud-oest apareix el parell superposat de cràters format per Roche i Pauli.

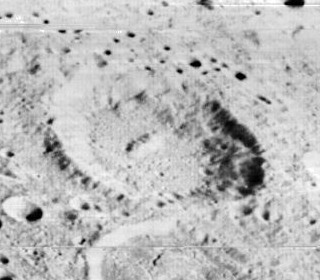
Vista obliqua de la missió Lunar Orbiter 2, mirant cap al sud
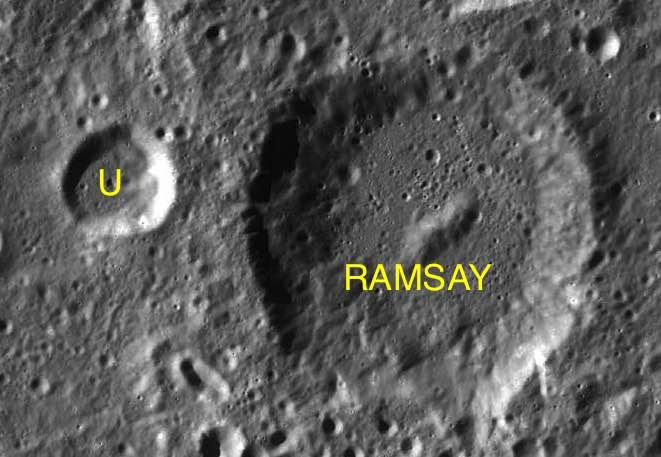
Cràters satèl·lit

És un cràter desgastat, tot i que la vora conserva un caràcter generalment circular i està marcat només per minúsculs cràters (excepte per una osca al sud-sud-est). El sòl interior no té trets significatius, amb una baixa elevació central prop del punt mig.

## Cràters satèl·lit
Per convenció aquests elements són identificats en els mapes lunars posant la lletra en el costat del punt central del cràter que està més proper a Ramsay.
| Ramsay | Coordenades                            | Diàmetre |
| ------ | -------------------------------------- | -------- |
| U      | 40° 00′ S, 142° 24′ E / 40.0°S,142.4°E | 23 km    |